# オニヅカ (小惑星)
オニヅカ (3355 Onizuka) は小惑星帯に位置する小惑星である。ローウェル天文台のエドワード・ボーエルが発見した。
日系アメリカ人最初のアメリカ航空宇宙局 (NASA) の宇宙飛行士で、1986年1月28日にチャレンジャー号爆発事故で死亡したSTS-51-Lのミッション・スペシャリスト、エリソン・オニヅカから命名された。